# Arthur Caesar
Arthur Caesar (9. marts 1892 - 20. juni 1953) var en manuskriptforfatter. Arthur Caesar var rumænsk af fødsel, og bror til sangskriveren Irving Caesar, Cæsar begyndte først at skrive Hollywood-film i 1924. De fleste af hans film var i B-film kategorien. Han vandt en Oscar for historien om Manhattan Melodrama (1934), der er mest kendt i dag for at være den film, John Dillinger netop havde været ind at se, før han bliver skudt ned uden for biografen.